# Adenocarpus viscosus
Adenocarpus viscosus är en ärtväxtart som först beskrevs av Carl Ludwig von Willdenow, och fick sitt nu gällande namn av Philip Barker Webb och Sabin Berthelot. Adenocarpus viscosus ingår i släktet Adenocarpus och familjen ärtväxter. IUCN kategoriserar arten globalt som livskraftig. Inga underarter finns listade i Catalogue of Life.

## Bildgalleri

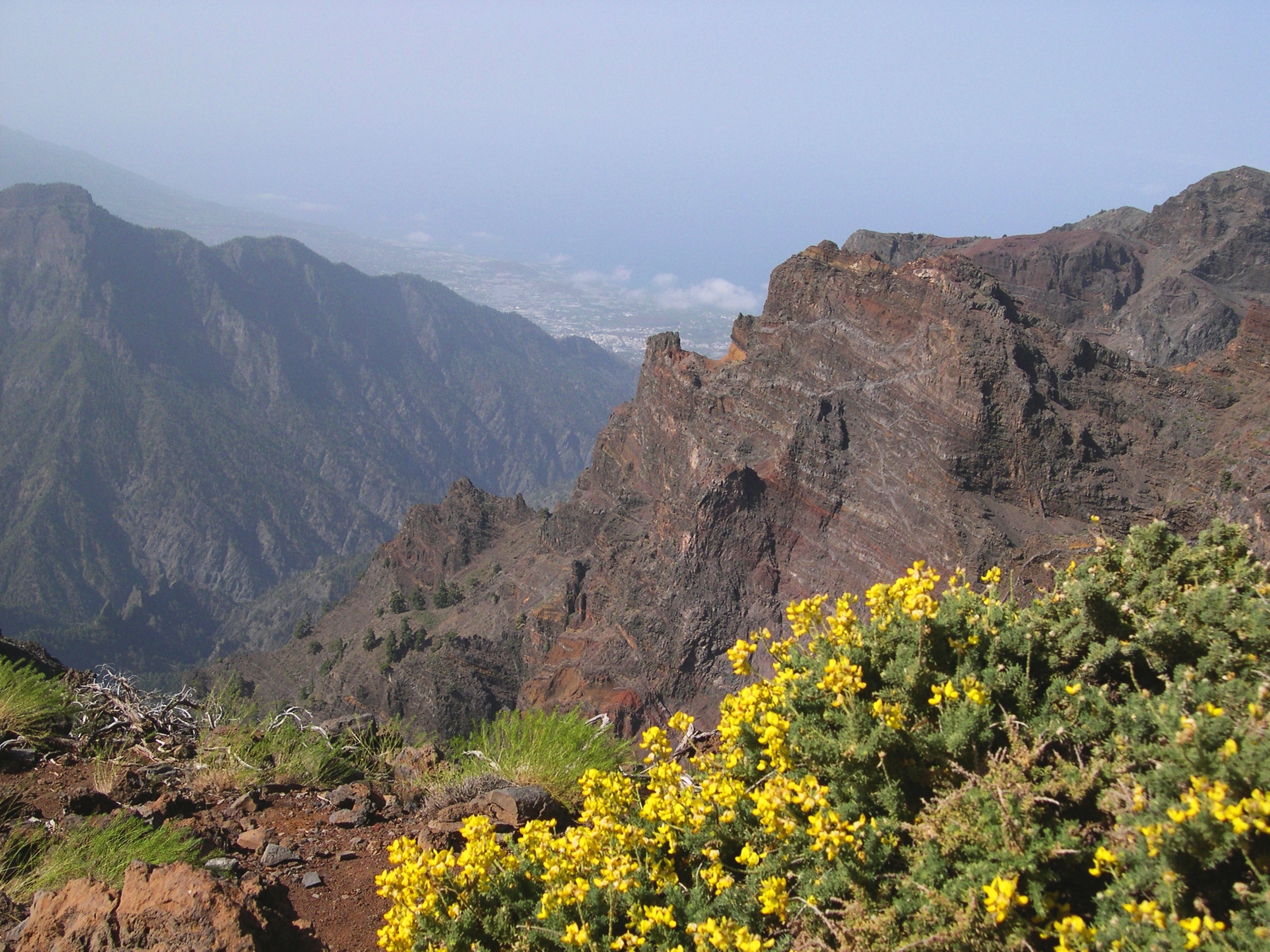
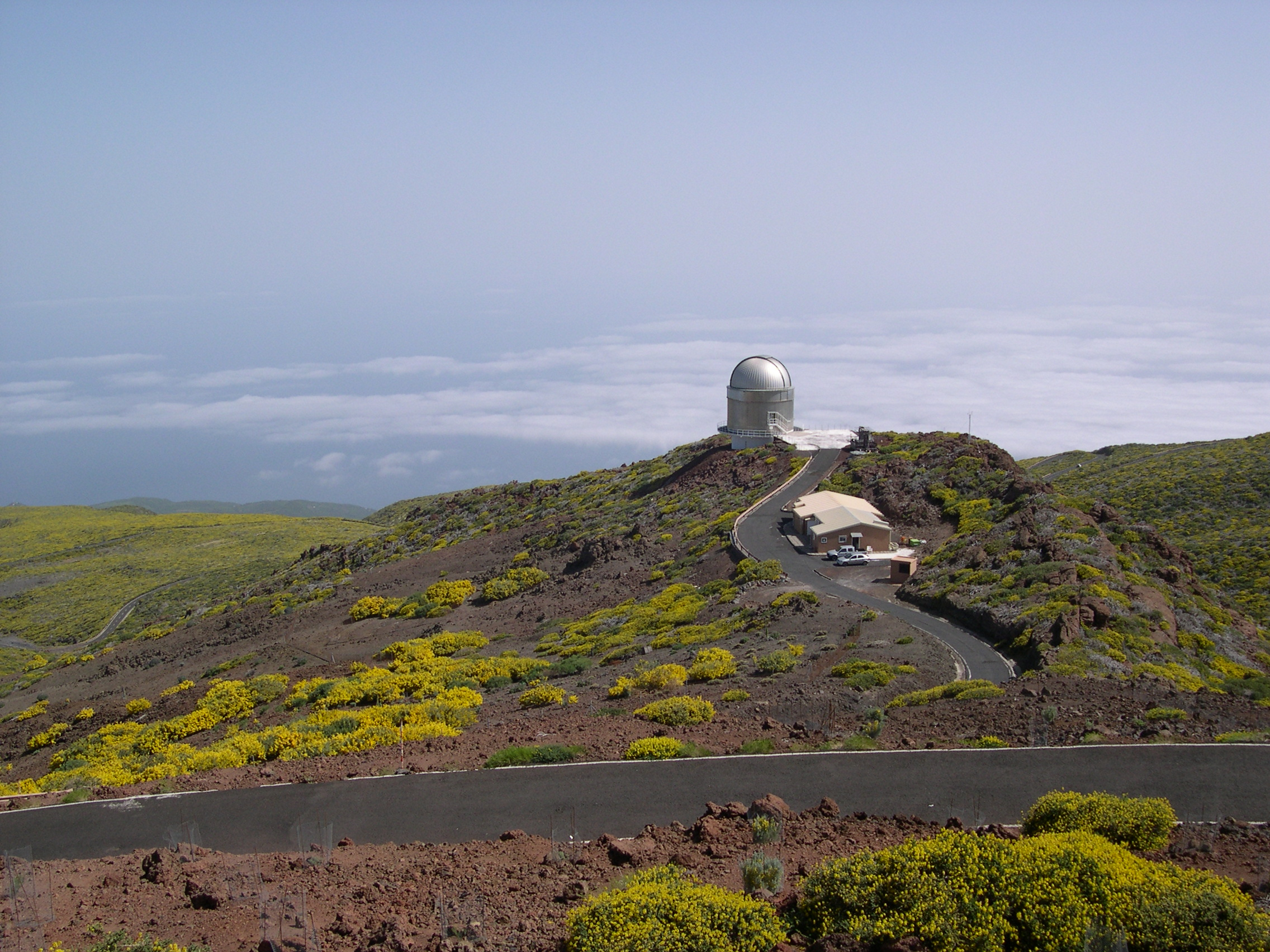
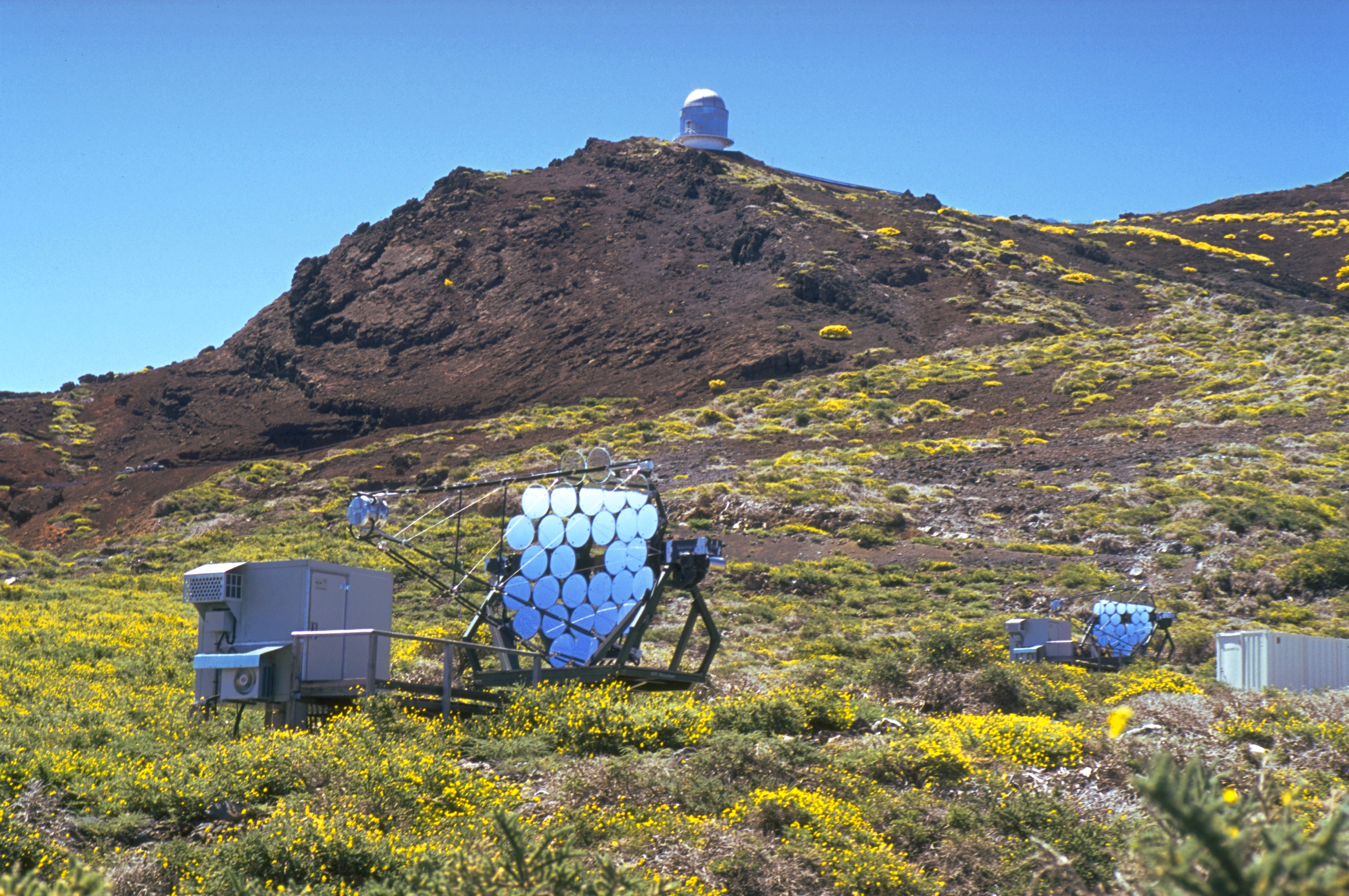
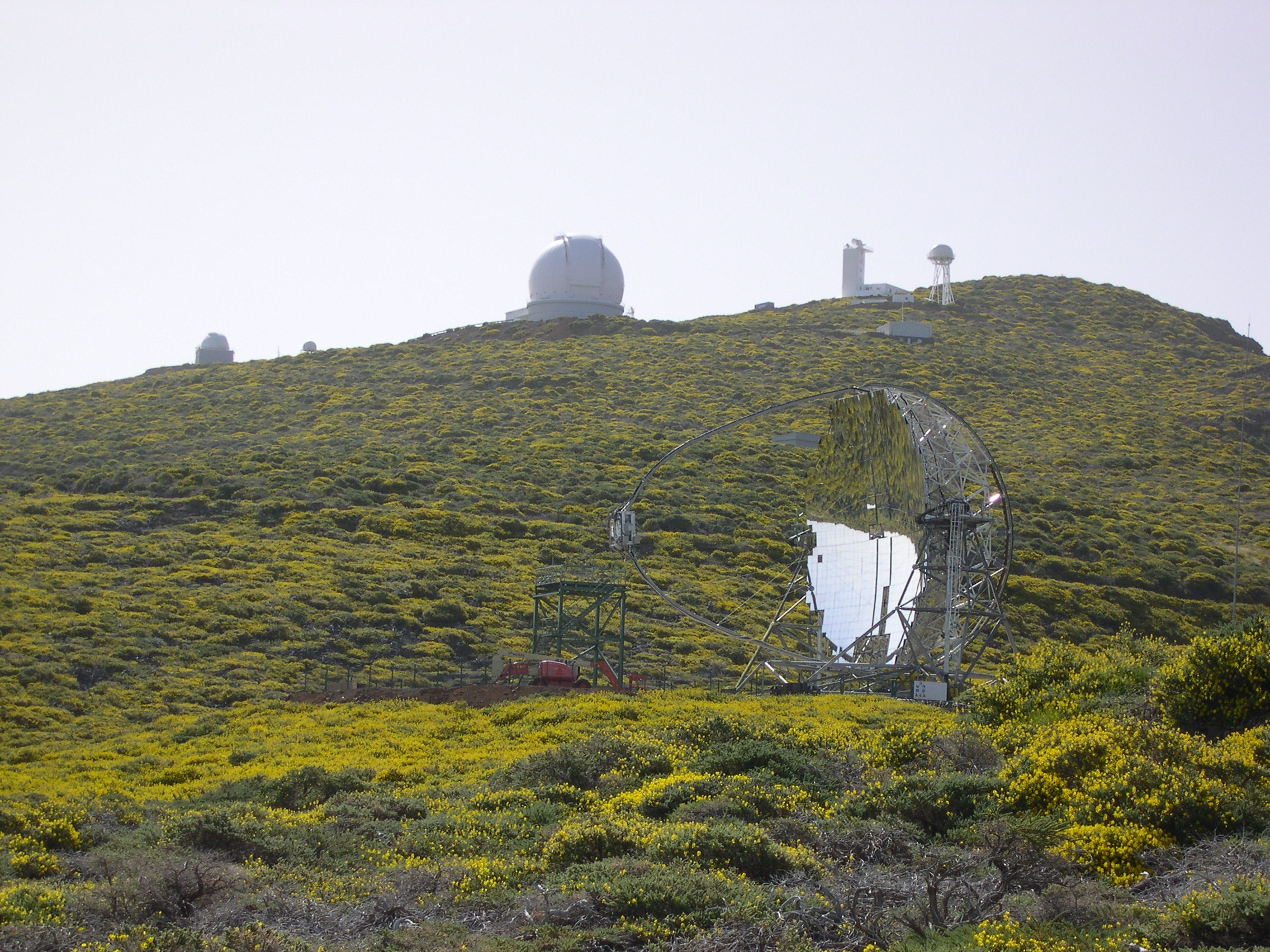
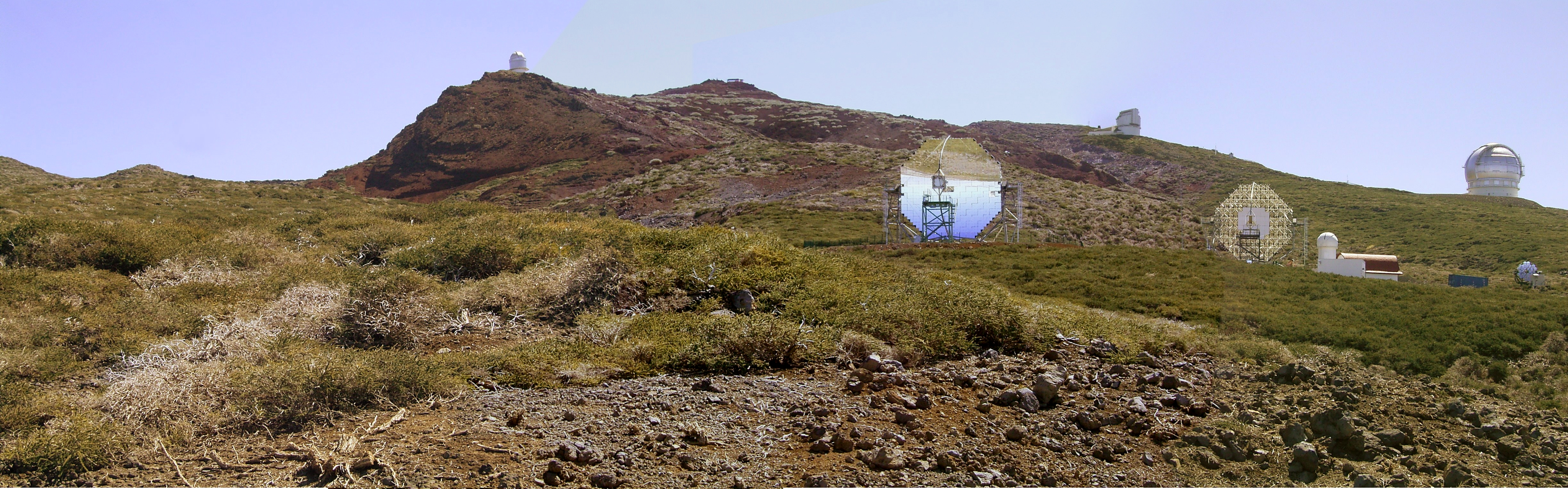